# Exophyla rectangularis
Exophyla rectangularis är en fjärilsart som beskrevs av Charles Andreas Geyer 1833. Exophyla rectangularis ingår i släktet Exophyla och familjen nattflyn. Inga underarter finns listade i Catalogue of Life.